# Cervejas da Bélgica

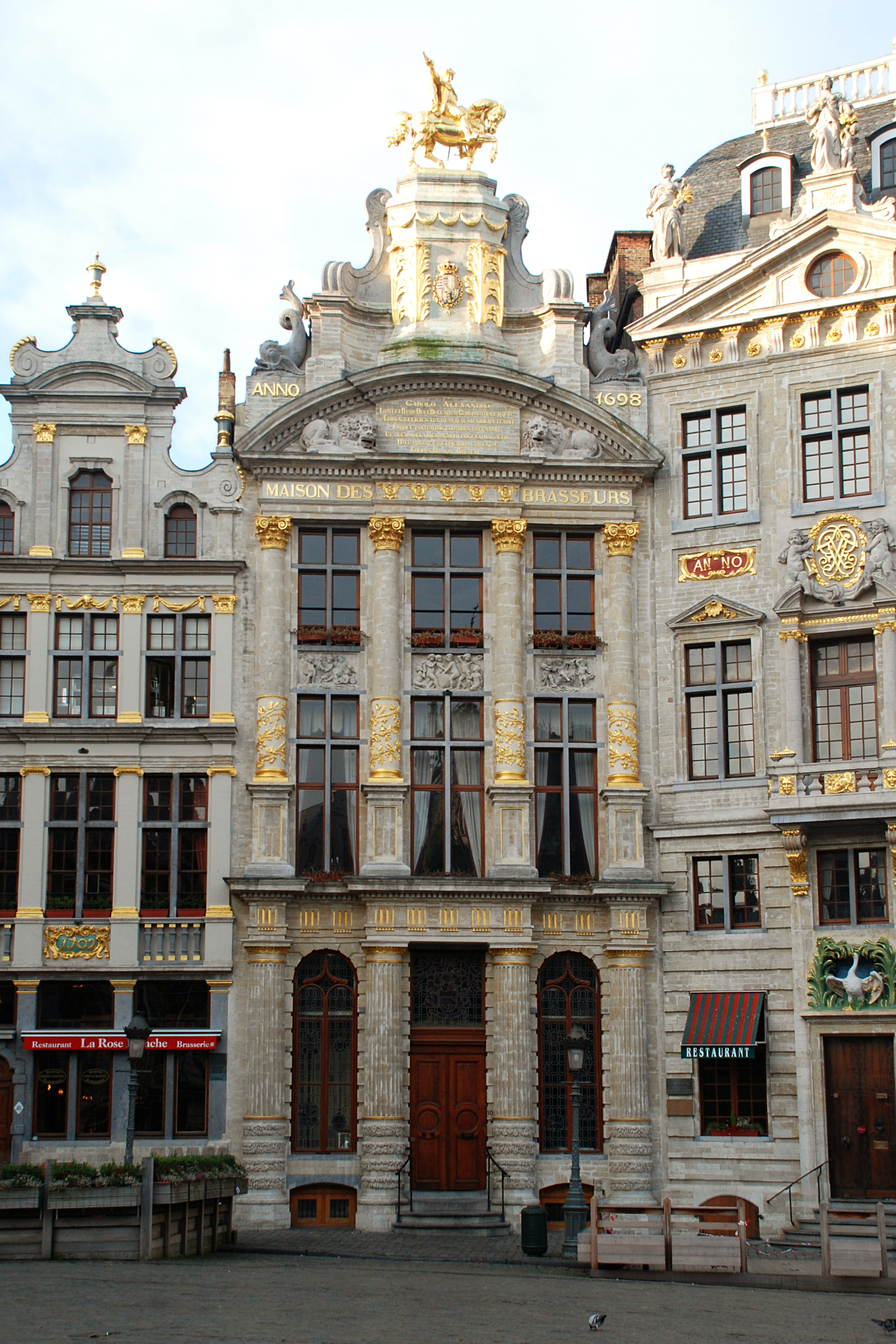
Casa do grémio de cervejeiros de Bruxelas, situada na Maison de l'Arbre d'Or na Grand Place

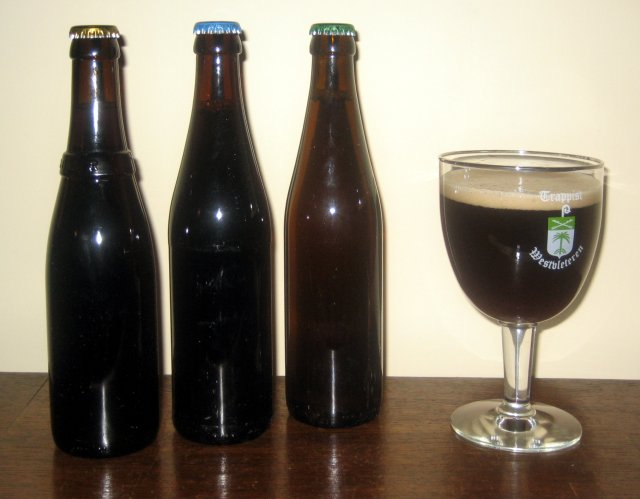
Cervejas Westvleteren

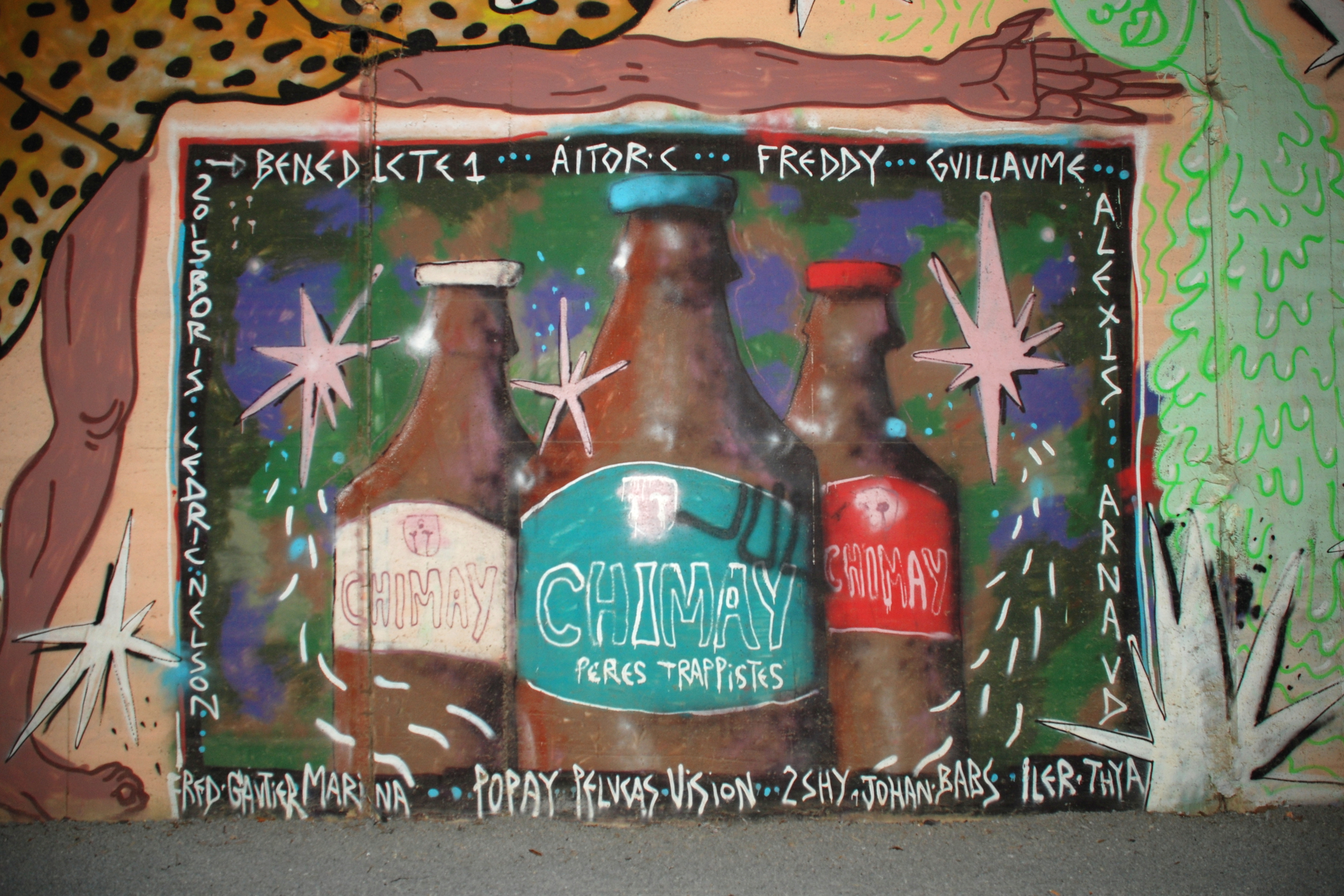
Garrafas de Chimay representadas num mural da estação de comboio Louvain-la-Neuve (Bélgica).

A produção de cerveja e a apareciação desta bebida fazem parte do património vivo de várias comunidades de toda a Bélgica. Esta cultura desempenha um papel nas suas vidas diárias e em eventos festivos. Quase 1500 tipos de cerveja são produzidos no país usando diferentes métodos de fermentação. Desde a década de 1980, a cerveja artesanal tornou-se particularmente popular. Várias regiões são conhecidas pelas suas variedades específicas e algumas comunidades trapistas, que doam os lucros a instituições de caridade, também produzem cerveja. Além disso, a cerveja é usada na culinária, e especialmente para a produção de produtos como queijos de cerveja e, como no caso do vinho, pode estar associada a certos alimentos para dar novos sabores. Muitas organizações cervejeiras trabalham com as comunidades em larga escala para promover o consumo responsável de cerveja. Além disso, a cultura da cerveja é agora vista como uma prática sustentável, com embalagens recicláveis sendo incentivadas e novas tecnologias para reduzir o consumo de água durante a fabricação. Além de serem repassados em casa e nos círculos sociais, o conhecimento e o know-how são repassados por cervejeiros mestres que ministram cursos em cervejarias, cursos especializados para estudantes treinados nesse ramo. e a hospitalidade comercializa, em geral, programas de treinamento público para empreendedores e pequenas cervejarias testando para cervejeiros-amadores.
A cultura da cerveja na Bélgica foi em 2016 integrada pela UNESCO na lista do Património Cultural Imaterial da Humanidade

## Tipos e marcas de cerveja
Na Bélgica há centenas de tipos de cerveja. Entre as mais conhecidas estão as marcas Stella Artois, Alken Maes, Jupiler, Delirium tremens, Duvel, Kwak, Leffe, Hoegaarden e Belle Vue.
Muitas destas são produzidas por monges trapistas, sendo então conhecidas como Cervejas Trapistas.
Certas cervejas possuem até um copo específico para serem servidas com tamanho e forma variados. Entre os tipos de cerveja, incluem-se: Pilsen, cerveja escura, malzbier, bock, cerveja de trigo, cerveja de cevada, cerveja com frutas etc.

### Duvel
Duvel (diabo em flamengo), um nome comum para cervejas estrangeiras, é uma das mais famosas cervejas no mundo. Em degustações internacionais, Duvel sempre está presente, sendo por vezes utilizada como base comparativa para outras de seu tipo.
A história de Duvel começa em 1918 (apesar de sua cervejaria ser ainda mais antiga), quando, com fórmula de Albert Moortgat, era produzida exclusivamente para consumo dos Aliados da Primeira Guerra Mundial. Seu nome então era Victory Ale. Em 1923, um amigo de Moortgat experimentou a cerveja e disse: "Que diabo de cerveja"; o que acabou influenciando o novo nome: Duvel.

### Leffe
A cerveja Leffe, produzida desde o século XIII pelos monges da antiga abadia belga de Leffe, é a cerveja tipo Cerveja Abadia mais consumida no mundo. A cerveja tem a mesma receita desde 1240.
É uma cerveja de alta fermentação, frutada e levemente condimentada, sendo também uma cerveja seca. Os apreciadores dizem que o seu leve aroma de malte e seu sabor doce fazem dela uma ótima companhia para refeições leves.
A cervejaria Leffe produz três conhecidos tipos de cerveja: Leffe Blonde (a citada acima), Leffe Brown e Leffe Radieuse.

### Stella Artois
A cerveja Stella Artois, admirada por seus fiéis consumidores, tem origem numa cervejaria tradicional belga, chamada Den Hoorn, de 1366, localizada na cidade de Leuven.
A cervejaria cresceu junto a cidade, sendo posteriormente baptizada de "Artois", ao ser comprada pelo cervejeiro Sebastian Artois em 1717. A marca Stella Artois surgiu somente ao ano de 1926, após ter sido lançada uma edição de natal limitada da cerveja Artois com o nome de "Stella" ("estrela" em latim).
A marca ficou muito conhecida, e a edição limitada de Stella Artois passou a ser fabricada regularmente. Acabou se tornando uma cerveja simbólica da Bélgica, só chegando porém ao comércio brasileiro em 2005.

### Hoegaarden
Produzida no norte da Bélgica, na vila de Hoegaarden, Hoegaarden é uma cerveja de trigo.
Tendo um processo de fabricação complexo e demorado, único, tem fama internacional (não sendo contudo a cerveja belga mais famosa).
Durante muitos anos, foram produzidos somente 2 tipos de cerveja: a "Witbier" e a "Grand Cru". Actualmente, Hoegaarden produz 14 tipos de cerveja: 
| Hoegaarden 0,0                 | Belgian Witbier         |
| Hoegaarden 0,0 Rosee           | Low Alcohol Beer        |
| Hoegaarden Citron              | Fruit and Field Beer    |
| Hoegaarden Grand Cru           | Belgian Strong Pale Ale |
| Hoegaarden Original White Ale  | Belgian Witbier         |
| Hoegaarden Radler Agrum        | Fruit and Field Beer    |
| Hoegaarden Radler Lemon & Lime | Belgian Witbier         |
| Hoegaarden Rosé                | Belgian Witbier         |
| Hoegaarden Rose'e              | Belgian Witbier         |
| Hoegaarden Speciale            | Belgian Witbier         |
| Hoegaarden Yuja                | Belgian Witbier         |
| Hougaerdse DAS                 | Belgian Pale Ale        |
| Julius                         | Belgian Strong Pale Ale |